# Sarcolobus minor
Sarcolobus minor är en oleanderväxtart som beskrevs av Rudolf Schlechter. Sarcolobus minor ingår i släktet Sarcolobus och familjen oleanderväxter. Inga underarter finns listade i Catalogue of Life.